# Sycoscapter nayoshorum
Sycoscapter nayoshorum är en stekelart som beskrevs av Priyadarsanan 2000. Sycoscapter nayoshorum ingår i släktet Sycoscapter och familjen fikonsteklar. Inga underarter finns listade i Catalogue of Life.